# ターニングポイント (バラエティ番組)
『ターニングポイント』（Turning Point）は、1999年10月22日から2000年9月8日まで、テレビ朝日系列で放送されていたバラエティ番組である。朝日放送（ABC）とテレビマンユニオンの共同制作。放送時間は、毎週金曜21:00 - 21:54（JST、2000年4月以降は20:54 - 21:48）。

## 概要
ビートルズのマジカル・ミステリー・ツアーのカヴァー版（アーティストはチープ・トリック）を番組のテーマソングとして起用し、ユースケ・サンタマリアと優香が番組の進行を務め、コメンテーターにはファッションデザイナーの山本寛斎を起用。放送開始から2000年2月11日放送分までは番組前半にゲストを招き、これまで歩んできた道のりを振り返るトークコーナー、後半には、夢を追いかける若者を応援する「ドリーマー」のコーナーで構成された。また、番組前半のトークコーナーについては、2000年2月18日放送分から同年9月1日放送分まで、毎回決められたテーマを元に、3名のゲストと共に毎週一人の人物についての特集を取り上げてトークを展開する形式に変更された。そして、最終回は「秋のドリーマー収穫祭」と題して、過去のドリーマーを振り返ると共に、その人物たちの新たな挑戦を追うとの内容で締めくくられた。
本田技研工業の一社提供番組であり、テレビ朝日系列で放映された同社一社提供番組は、2021年の現時点でこの番組のみである。
開始当初から2000年6月までは本田技研工業の一社提供だったが、2000年7月からは同社がスポンサーから外れ、プロミスなどの複数社提供。

## 出演者
- ユースケ・サンタマリア[2]
- 優香[2]
- 山本寛斎[2]